# Вебстер (Јужна Дакота)
Вебстер (енгл. Webster) град је у америчкој савезној држави Јужна Дакота.

## Демографија
По попису из 2010. године број становника је 1.886, што је 66 (-3,4%) становника мање него 2000. године.
| Група             | 2000.         | 2010.         |
| Белци             | 1.900 (97,3%) | 1.788 (94,8%) |
| Афроамериканци    | 0 (0,0%)      | 3 (0,2%)      |
| Азијати           | 2 (0,1%)      | 4 (0,2%)      |
| Хиспаноамериканци | 5 (0,3%)      | 14 (0,7%)     |
| Укупно            | 1.952         | 1.886         |